# 深圳地鐵18號線
深圳地鐵18号线，曾称宝盐线，是深圳地铁一條規劃中的路綫，連接沙井、光明、觀瀾、平湖、橫崗、盐田。长50多公里，设车站25座。路綫定位為城市組團快綫，設計時速度達120公里，采用A型车8辆编组。
18号线一期（沙井——白花）途经宝安区和光明区，曾计划列入深圳市城市轨道交通第五期建设规划中。但当局认为线路一期位于城市第三圈层，该圈层以向心出行为主，组团间联系较弱，同时线路沿线现状人口岗位密度相对较低，初期具有一定客流风险，因此在国家收紧轨道交通审批的大环境下，该线最终未被纳入轨道五期建设规划。

## 车站
根据近期规划，18号线一期与其它线路换乘的车站有：
- 沙井站：换乘11号线，11號綫建設時未作出預留。
- 长圳站：换乘6号线，6号线建设时已预留换乘节点。
- 光明城站：换乘6号线支线和13号线。

根据远期规划，18号线与其它线路换乘的车站有：
- 海上田園東站：换乘12号线。12號綫建設時已预留的换乘节点，实现十字型节点换乘。
- 长湖站：换乘4号线，4號綫建設時未作出預留，轉乘方式未知。
- 平湖站：换乘10号线。10號綫建設時未作出預留，轉乘方式未知。
- 白泥坑站：换乘21號線及深大城际铁路（33號線）。33號線建设期间已預留換乘節點。
- 四联站：换乘14号线。14號綫建設時已預留換乘節點。
- 塘坑站：换乘3号线，3號綫建設時未作出預留，轉乘方式未知。
- 安良站：换乘16号线，16號綫建設時已預留換乘節點。
- 盐田路站：换乘8号线，8號綫建設時已預留換乘節點。